# Arrondissement de Main-Spessart
L'arrondissement de Main-Spessart est un arrondissement  ("Landkreis" en allemand) de Bavière   (Allemagne) situé dans le district ("Regierungsbezirk" en allemand) de Basse-Franconie. Son chef lieu est Karlstadt-sur-le-Main.

## Villes, communes & communautés d'administration
(nombre d'habitants en 2006)
| Städte 1. Arnstein (8 311) 2. Gemünden am Main (11 141) 3. Karlstadt-sur-le-Main (15 117) 4. Lohr am Main (16 026) 5. Marktheidenfeld (10 987) 6. Rieneck (2 128) 7. Rothenfels (1 018) Märkte 1. Burgsinn (2 677) 2. Frammersbach (4 788) 3. Karbach (1 400) 4. Kreuzwertheim (3 851) 5. Obersinn (1 045) 6. Thüngen (1 335) 7. Triefenstein (4 411) 8. Zellingen (6 448) Gemeindefreie Gebiete (203,70 km²) 1. Burgjoß (23,13 km²) 2. Forst Aura (23,42 km²) 3. Forst Lohrerstraße (21,35 km²) 4. Frammersbacher Forst (16,81 km²) 5. Fürstlich Löwensteinscher Park (30,67 km²) 6. Haurain (3,14 km²) 7. Herrnwald (2,99 km²) 8. Langenprozeltener Forst (8,66 km²) 9. Partensteiner Forst (19,36 km²) 10. Ruppertshüttener Forst (17,82 km²) | Gemeinden 1. Aura im Sinngrund (1 044) 2. Birkenfeld (2 165) 3. Bischbrunn (1 868) 4. Erlenbach bei Marktheidenfeld (2 389) 5. Esselbach (2 028) 6. Eußenheim (3 318) 7. Fellen (919) 8. Gössenheim (1 300) 9. Gräfendorf (1 420) 10. Hafenlohr (1 825) 11. Hasloch (1 415) 12. Himmelstadt (1 761) 13. Karsbach (1 834) 14. Mittelsinn (893) 15. Neuendorf (874) 16. Neuhütten (1 244) 17. Neustadt am Main (1 305) 18. Partenstein (2 865) 19. Rechtenbach (1 052) 20. Retzstadt (1 641) 21. Roden (1 044) 22. Schollbrunn (940) 23. Steinfeld (2 311) 24. Urspringen (1 297) 25. Wiesthal (1 427) | Verwaltungsgemeinschaften 1. Burgsinn (Märkte Burgsinn et Obersinn, communes Aura i.Sinngrund, Fellen et Mittelsinn) 2. Gemünden a.Main (Communes Gössenheim, Gräfendorf et Karsbach) 3. Kreuzwertheim (Markt Kreuzwertheim, communes Hasloch et Schollbrunn) 4. Lohr am Main (Communes Neuendorf, Neustadt am Main, Rechtenbach et Steinfeld) 5. Marktheidenfeld (Ville de Rothenfels, Markt Karbach, communes Birkenfeld, Bischbrunn, Erlenbach bei Marktheidenfeld, Esselbach, Hafenlohr, Roden et Urspringen) 6. Partenstein (Communes Neuhütten, Partenstein et Wiesthal) 7. Zellingen (Märkte Thüngen et Zellingen, communes Himmelstadt et Retzstadt) |